# Баба, Людовик
Людовик Баба, известен также как Луис Баба (ルイス馬場; лат. Ludovicus Baba; конец XVI века, Эдо, Япония — 25 августа 1624 года, Омура, Япония) — блаженный Римско-Католической Церкви, миссионер, терциарий монашеского ордена францисканцев.

## Биография
Родился в конце XVI века в католической семье, которая была знакома с испанским миссионером Луисом Сотело. Людовик Баба сопровождал Луиса Сотело в качестве личного слуги в составе японского посольства Датэ Масамунэ в Испанию и Рим, которое организовал Луис Сотело.
В течение девяти месяцев в 1614 году находился в Мексике в составе возвращающегося в Японию посольства Датэ Масамунэ. Из-за гонений на христиан не смог прибыть в Японию и вместе с Луисом Сотело и японцем Людовиком Сасадой, проходившим монашеское послушание во францисканском монастыре в мексиканском городе Вальядолиде, прибыл в июне 1618 года в Манилу, Филиппины. В 1622 году вместе с Луисом Сотело и Людовиком Сасадой отплыли из Филиппин в Японию на китайском судне, переодевшись в одежду китайских купцов. Китайский капитан заподозрил в них католических миссионеров и по прибытии на японский берег передал их местным властям. Первое время они находились в заключении в Нагасаки, потом их через полгода перевели в тюрьму в городе Омура.
Будучи в заключении в Омуре, вступил в третий францисканский орден. После двухлетнего заключения был заживо сожжён 25 августа 1624 года вместе с Луисом Сотело, Людовиком Сасадой, иезуитом Мигелем де Карвалью и доминиканцем Педро Васкесом.
После казни их останки были помещены в лодку, которую затопили в море. Некоторым из присутствовавших на казни католикам удалось сохранить небольшое количество останков доминиканца Пебро Васкеса, которые были переданы на хранение в Иезуитскую церковь в Макао. В настоящее время мощи находятся в усыпальнице китайских и японских мучеников.
Римский папа Пий IX причислил его к лику блаженных 7 июля 1867 года.
День памяти — 25 августа и 10 сентября в группе 205 японских мучеников.